# Route fédérale 23
Pour les articles homonymes, voir Route 23.
La route fédérale 23 est une route mexicaine qui parcourt les États de Durango, Nayarit, Zacatecas et Jalisco. Elle a une longueur totale de 900 km.
La route se divise en trois sections discontinues : 
- la première section parcourt l'État de Durango, depuis Guanacevi jusqu'à Canatlán, et a une longueur de 256 km.
- la deuxième section parcourt les États de Durango et Nayarit, depuis la ville de Durango jusqu'à Jesús María, Nayarit.
- la troisième section parcourt les États de Zacatecas et Jalisco, depuis la ville de Fresnillo jusqu'à Chapala et a une longueur de 390 km.

Les routes fédérales du Mexique se désignent avec des nombres impairs pour les routes nord-sud et avec des nombres pairs pour les routes est-ouest. Les désignations numériques commencent par le nord du Mexique pour les routes nord-sud et commencent par l'est pour les routes est-ouest. Ainsi, la route fédérale 23, en raison de sa trajectoire de nord-sud, a la désignation de nombre impair et, pour se situer au nord du Mexique, a la désignation N°23.

## Trajectoire

### Durango
Section 1. Longueur = 256 km
- Guanacevi
- Tepehuanes
- Santiago Papasquiaro
- Nouveau Idéal
- Canatlán – Route Fédérale 45

Section 2. Longueur = 290 km 
- Durango
- Mezquital

### Nayarit
- Jesús María, Nayarit

### Zacatecas
Section 3. Longueur = 230 km
- Fresnillo – Route Fédérale 44 et Route Fédérale 45
- Jerez de García Salinas
- Momax
- Tlaltenango De Sánchez Roman
- Tepechitlan
- Teúl De González Ortega

### Jalisco
Longueur = 120 km
- Huejúcar
- Sainte María des Anges
- Colotlan
- San Cristóbal de la Barranca
- Guadalajara - Route Fédérale 54
- La Calera - Route Fédérale 35
- Ixtlahuacán Des Membrillos
- Chapala